# Manjinski jezici u Hrvatskoj
Manjinski jezici u Hrvatskoj su tradicionalni ili materinski jezici nacionalnih i etničkih manjina u Hrvatskoj. Uz osobnu i uporabu unutar zajednice, manjinski jezici se na različite načine i u različitom obujmu koriste i u službenom i u javnom prostoru.

## Pravni okvir
Ustav Republike Hrvatske u svom uvodu definira Hrvatsku kao nacionalnu državu hrvatskog naroda, zemlju svih njezinih državljana i zemlju tradicionalnih autohtonih zajednica koje ustav naziva nacionalnim manjinama. Nacionalne manjine izričito nabrojane u ustavu redom su Srbi, Česi, Slovaci, Talijani, Mađari, Židovi, Nijemci, Austrijanci, Ukrajinci, Rusini, Bošnjaci, Slovenci, Crnogorci, Makedonci, Rusi, Bugari, Poljaci, Romi, Rumunji, Turci, Vlasi i Albanci. Član 12. Ustava navodi da je službeni jezik u Hrvatskoj hrvatski jezik, dok se u pojedinim jedinicama lokalne samouprave (gradovi i općine) neki drugi jezik i ćirilično ili neko drugo pismo mogu uvesti u službenu usporednu uporabu.
Službena uporaba manjinskih jezika regulirana je na osnovu nadležnih zakona u Republici Hrvatskoj i međunarodnih konvencija i sporazuma kojima je zemlja pristupila i/ili potpisala ih. Najvažniji zakoni na nacionalnoj razini su Ustavni zakon o pravima nacionalnih manjina, Zakon o uporabi jezika i pisma nacionalnih manjina i Zakon o obrazovanju na jeziku i pismu nacionalnih manjina. Najvažniji međunarodni sporazumi koji se odnose na manjinske jezike su Europska povelja o regionalnim ili manjinskim jezicima i Okvirna konvencija o zaštiti nacionalnih manjina koje je usvojilo Vijeće Europe. Određena prava pripadnici nacionalnih manjina stekli su i kroz međudržavne i međunarodne ugovore i sporazume kao što su Rapalski ugovor i Erdutski sporazum.
Preduvjet od 33,3 % pripadnika nacionalnih manjina u lokalnoj populaciji za obvezno uvođenje ravnopravne uporabe manjinskog jezika smatra se srazmjerno visokim, budući da Savjetodavni odbor Okvirne konvencije o zaštiti nacionalnih manjina Vijeća Europe smatra udio od 10 do 20 % primjerenim. Hrvatska javnost i vlasti ne pokazuju uvijek pozitivan stav prema pitanjima manjinskih prava ali je pristupanje Hrvatske Europskoj uniji imalo pozitivan utjecaj na afirmaciju službene uporabe manjinskih jezika.

## Manjinski jezici

### Srpski
Vidi još: Središnja knjižnica Srba u Hrvatskoj i Srbizam

#### Obrazovanje
Obrazovanje na srpskom jeziku omogućeno je na prostoru nekadašnje samoproglašene Istočne Slavonije, Baranje i zapadnog Srijema na osnovu Erdutskog sporazuma koji je stvorio preduvjete za mirnu reintegraciju hrvatskog Podunavlja. U ovoj regiji nastava se izvodi po Modelu A manjinskog obrazovanja u kojem se cjelokupna nastava odvija na jeziku i pismu nacionalnih manjina. Škole u Podunavlju organiziraju nastavu na hratskom ili na manjinskom jeziku ako postoji minimalan broj učenika za upis razreda po određenom modelu. Kritičari u modelu podijeljenih razreda vide nastavak hrvatsko-srpskog sukoba u Podunavlju dok službeni predstavnici srpske manjine negativan odnos prema srpskim odjelima vide kao pritisak u smjeru odnarođivanja. Boris Dežulović svoju kritiku za neuspjeh norveškog modela integrirane škole upućuje primarno lokalnom HDZ-u kojemu je u tom nastojanju pomogao i lokalni SDSS. Potpredsjednica SDSS-a i saborska zastupnica Dragana Jeckov opravdava podjelu razreda po nacionalnoj osnovi ističući kako učenici ipak idu u iste školske zgrade, u istu smjenu, imaju zajedničke fakultativne aktivnosti, a nastavu pohađaju na svom jeziku po A modelu ukoliko to roditelji izaberu. Argumentirajući kako i mađarska, češka i talijanska manjina koriste isti model, Jeckov je istakla kako smatra da demokratsko društvo ne bi smjelo dopustiti asimilaciju kroz izostanak manjinskog obrazovanja te da su jezik i pismo ključne komponente svakog nacionalnog identiteta. U vezi ove tvrdnje Dragane Jeckov da su jezik i pismo ključne komponente svakog nacionalnog identiteta jezikoslovka Snježana Kordić poziva na oprez. Podsjeća da je poistovjećivanje jezika i nacije zastupano i za vladavine nacizma te da bi u 21. stoljeću značilo negiranje austrijske, švicarske, američke i većine drugih nacija u svijetu jer imaju zajednički jezik s nekom drugom nacijom. Kordić smatra kako hrvatska i srpska nacija govore zajednički policentrični srpskohrvatski jezik te je stoga učenike neopravdano dijeliti na osnovi jezika, za razliku od mađarske ili talijanske manjine. Zabrinutost zbog desnog skretanja političkih predstavnika Srba izraženo je i od strane SDP-a: "razočaravajuće je to što su Srbi prihvatili desničarsku politiku hrvatskih stranaka – tvrdi kandidat za gradonačelnika Vukovara iz redova SDP-a Kruno Raguž". U praksi je podjela hrvatskih i srpskih školskih razreda izraženija u multietničkim urbanim sredinama (posebice Vukovaru) dok su seoska naselja u Podunavlju pretežito jednonacionalna (hrvatska, srpska, mađarska ili rusinska). Podjela razreda po jeziku izvođenja nastave dovela je do toga da su 2011. godine 86 % učenika u hrvatskim razredima u Vukovaru bili Hrvati, a 95 % učenika u srpskim razredima bili Srbi. Iste godine 75 % roditelja srpske nacionallnosti i 68 % učenika podržavalo je postojeći model obrazovanja dok je 78 % učenika i 92 % roditelja hrvatske nacionalnosti podržavalo integrirani model u kojem bi postojali dodatni izborni sati srpskog jezika i kulture blizak Modelu C manjinskog obrazovanja. Integrirani model bio je prihvatjiv i za 65 % srpskih roditelja i 49 % učenika u Vukovaru.
Zajedničko vijeće općina aktivno se zalaže za prijenos osnivačkih prava na određene osnovne škole u Podunavlju s Vukovarsko-srijemske i Osječko baranjske županije na općine sa srpskom većinom u kojima se škole nalaze. Ruralne škole za koje ZVO lobira u praksi već i provode nastavu isključivo u razredima na srpskom jeziku dok bi prijenos osnivačkih prava omogućio da ih se i formalno registrira kao javne srpske škole koje nude obrazovanje samo po Modelu A. Sličan model postoji u Istri s javnim talijanskim školama.
Uz osnovne i srednje škole u Podunavlju, u Zagrebu je od 2005. godine s radom započela i Srpska pravoslavna opća gimnazija "Kantakuzina Katarina Branković" koja također nastavu provodi po Modelu A. U ostatku zemlje u različitom je opsegu dostupna nastava po Modelu B (dvojezična nastava), Modelu C (njegovanje jezika i kulture) ili vanškolski. Odsjek za južnoslavenske jezike Filozofskog fakulteta Sveučilišta u Zagrebu ima Katedru za srpsku i crnogorsku književnost. Između ostalih, predavači srpske književnosti na sveučilištu bili su i Antun Barac, Đuro Šurmin i Armin Pavić.

#### Mediji i institucije
Od prosinca 1999. godine Srpsko narodno vijeće objavljuje tjednik Novosti. Od 4. prosinca 2009. godine tjednik se prodaje na kioscima diljem zemlje. Uz tjednik Novosti, na srpskom se jeziku objavljuju i Identitet, Izvor, Bijela pčela, Prosvjeta i Forum koji se distribuiraju unutar zajednice. U istočnoj Hrvatskoj postoje i tri lokalne radio postaje koje emitiraju program na srpskom jeziku (Radio Banska Kosa (Beli Manastir), Radio Borovo (Borovo) i Radio Dunav (Vukovar)). Radio-televizija Vojvodine u suradnji sa Zajedničkim vijećem općina svakih 15 dana snima i prikazuje polusatnu emisiju „Hronika Slavonije, Baranje i zapadnog Srema“.
Od 1996. godine Središnja knjižnica kulturog društva Prosvjeta u Zagrebu djeluje i kao službena Središnja knjižnica Srba u Hrvatskoj. Knjižnica je osnovana 4. siječnja 1948. godine i tada je imala 40 000 svezaka uglavnom tematski vezane uz nacionalnu književnost, uključujući i znatan broj knjiga iz XVIII. i XIX. stoljeća. Vlasti su 1953. godine donijele odluku o zatvaranju knjižnice i pohranjivanju knjiga u Muzeju Srba Hrvatske, Nacionalnoj i sveučilišnoj knjižnici u Zagrebu te u Jugoslavenskoj akademiji znanosti i umjetnosti. Knjižnica je ponovno osnovana u siječnju 1995. godine i do 2016. godine u svoju je zbirku skupila više od 25 000 svezaka.
- Spomenik borcima NOB-a u Boboti
- Spomen ploča na kući u Golubiću u kojoj je podučavao Dositej Obradović.
- Plakat SDSS-a u Vukovaru 2019. godine.
- Dvopismeni nazivi ulica u Dalju.
- Natpis na zgradi Srpskog doma u Vukovaru.

#### Kontroverze
U prvim godinama nakon uvođenja Ustavnog zakona o pravima nacionalnih manjina pojedine jedinice lokalne samouprave pružale su otpor provođenju svojih zakonskih obveza. U pravobraniteljevom izvještaju iz 2005. godine navode se općine Vojnić, Krnjak, Gvozd, Donji Kukuruzari, Dvor i Korenica kao one u kojima se odredbe zakona ne provode iako su ga te jedinice lokalne samouprave obvezne provoditi. Izvještaj ističe i slučaj Vukovara u kojemu je manjini onemogućeno konzumiranje zakonskih prava iako je njezin udio prema popisu iz 2001. godine manje nego 1 %  niži od zakonom propisanog udjela.
Nakon popisa stanovništva u Hrvatskoj 2011. Srbi u Vukovaru su ispunili zakonski preduvjet za obvezno uvođenje ćirilice što je međutim ovoga puta dovelo do prosvjeda protiv ćirilice u Hrvatskoj. U travnju 2015. godine Odbor Ujedinjenih naroda za ljudska prava pozvao je Hrvatsku da osigura manjinama pravo na uporabu njihova jezika i pisama. Izvještaj Odbora ističe da se poziv prvenstveno odnosi na uporabu ćirilice u Vukovaru i općinama na koje se zakoni odnose.
Pitanje ćirilice u Vukovaru izišlo je izvan okvira odnosa srpske i većinske zajednice i postalo pitanjem političkih sporova i unutar većinske zajednice. Inicijalno kritika oporbenog HDZ-a prema dvanaestoj Vladi Republike Hrvatske koju je predvodio Zoran Milanović da bi naknadno utjecalo na formiranje Domovinskog pokreta i njegove kritike četrnaestoj i petnaestoj vladi koju predvodi Andrej Plenković. U kontekstu ovih sukoba gradonačelnik Vukovara Ivan Penava je nakon neuspjeha na unutarstranačkim izborima izišao iz HDZ-a i pridružio se Domovinskom pokretu. Time su i najviši lokalni predstavnik iz hrvatske zajednice kao i zamjenik gradonačelnika iz reda srpske manjine u Vukovaru došli iz desno orijentiranih oporbenih stranaka koje nisu na vlasti na državnoj razini. Naime, ranije je i za zamjenika gradonačelnika iz reda srpske zajednice izabran član Demokratskog saveza Srba (osnovan 2016. od bivših članova SDSS-a) Srđan Milaković, stranke koja oštro kritizira politike SDSS-a.
Ustavni sud Republike Hrvatske je 2014. godine kao protuustavan zabranio referendum na kojem se trebalo odlučivati o zabrani službene uporabe ćirilice u Vukovaru. Godine 2019. Ustavni sud ukinuo je nekoliko odredbi gradskog Statuta Vukovara kao diskriminatorne prema pripadnicima srpske manjine, te je pozvao lokalne vlasti u Vukovaru na razmatranje vraćanja dvojezičnih ploča.
U prosincu 2020. godine u tužbi Mile Novakovića protiv Republike Hrvatske Europski sud za ljudska prava presudio je kako su ovom srednjoškolskom profesoru pri otkazu u srednjoj školi u Dardi 1999. godine (zbog uporabe srpskog jezika u svakodnevnom radu) povrijeđena prava te mu je posmrtno (odnosno obitelji) dodijelio 5000 eura odštete i 800 eura troškova. Godine 1999., po okončanju mirne reintegracije, proveden je prosvjetni nadzor samo nad učiteljima srpske nacionalnosti koji su radili u razredima na hrvatskom jeziku. Europski sud odlučio je da je odluka hrvatskih sudova o otkazu bila zakonita, ali da nije bila razmjerna i da je nadzor proveden samo nad srpskim profesorima mjesec dana nakon usmene preporuke za predavanje isključivo na hrvatskom jeziku u toj školi.

### Talijanski
Vidi još: Središnja knjižnica Talijana u Hrvatskoj i Talijanizam
Talijanska manjina ostvarila je znatno šire pravo na uporabu vlastitog jezika od svih drugih manjinskih zajednica u Hrvatskoj. La Voce del Popolo su dnevne novine na talijanskom jeziku koje se objavljuju u Rijeci. Na inicijativu Liste za Rijeku, a u kontekstu priprema za 2020. godinu u kojoj je Rijeka bila Europska prijestolnica kulture, Gradsko vijeće razmatralo je mogućnost ponovnog uvođenja natpisa na talijanskom jeziku ukinutih u vrhuncu Tršćanske krize.

#### Povijest
Vidi još: Istarski egzodus i Dalmatinski Talijani
Kraljevina Italija nametala je isključivu uporabu talijanskog jezika na istočnoj obali Jadrana koji je kontrolirala nakon raspada Austro-Ugarske. U prvim godinama nakon oslobođenja u Istri i Rijeci je provođena politika dvojezičnosti čiji je obim vremenom u Rijeci znatno sužen. U jesen 1953. godine u Jugoslaviji je došlo do antitalijanskih prosvjeda u kojima su lomljene dvojezične ploče uključujući i onu Talijanskog kulturnog kluba. Dio političkog vodstva smatrao je da zbog smanjenog broja deklariranih Talijana u Rijeci vidljivu dvojezičnost u gradu treba ograničiti na kulturne aktivnosti talijanske manjine kao što su kazalište, škole, novine i druge publikacije. Londonski memorandum između vlada Italije, Ujedinjenoga Kraljevstva, Sjedinjenih Američkih Država i Jugoslavije o Slobodnom Teritoriju Trsta iz 1954. godine predviđao je obvezno uvođenje vizualne dvojezičnosti u one gradove u kojima je manjinska zajednica činila najmanje 25 % ukupnog stanovništva.
- Talijani u Istri 2001. godine
- Dvojezični natpis u Istri
- Dvojezični natpisi na spomenicima narodnim herojima u Rovinju.

### Mađarski
Vidi još: Središnja knjižnica Mađara u Hrvatskoj i Mađarizam
Predstavnici mađarske nacionalne manjine 2004. godine pozvali su na uvođenje mađarskog jezika u službenu uporabu u gradu Belom Manastiru pozivajući se na prava stečena prije 1991. godine. Godine 2004. ta je manjina činila 8,5 % stanovništva u gradu. Mađarski jezik u visokom obrazovanju se u Hrvatskoj može studirati na Sveučilištu u Zagrebu, Sveučilištu Josipa Jurja Strossmayera u Osijeku, a od akademske godine 2021./2022. i na Sveučilištu u Rijeci.

#### Povijest
U prošlosti je mađarski jezik bio šire prisutan u današnjoj Hrvatskoj jer je Kraljevina Ugarska nastojala provoditi politiku mađarizacije Slovaka, Hrvata, Srba, Rumunja i Ukrajinaca u Panonskoj nizini. Domaći zagovornici bliske političke, gospodarske i kulturne (jezične) integracije Kraljevine Slavonije i Banske Hrvatske (koje su se 1868. godine ujedinile u Kraljevinu Hrvatsku i Slavoniju) s Ugarskom pogrdno su nazivani mađaronima. Otpor mađarizaciji doveo je do brojnih reakcija od kojih je u hrvatskoj historiografiji kao posebno značajno zapamćeno spaljivanje mađarske zastave u Zagrebu 16. listopada 1895. godine.
- Ploča na Mađarskoj kući u Čakovcima.
- Središte naselja Korođ.
- Ulaz u naselje Novi Bezdan.

### Češki
Vidi još: Središnja knjižnica za češku manjinu u Hrvatskoj i Čehizam
6,287 osoba u Bjelovarsko-bilogorskoj županiji izjasnilo se da su pripadnici češke nacionalne manjine. 70 % njih istaklo je češki kao materinski jezik. Godine 2013. veleposlanik Češke Republike u Hrvatskoj Martin Košatka istakao je kako će namjera da se ograniči uporaba ćirilice, ako bude provedena, negativno utjecati i na češku i druge manjine u Hrvatskoj. Godine 2011. saborska zastupnica Zdenka Čuhnil istakla je kako na temelju stečenih prava češka manjina ima pravo na ravnopravnu uporabu jezika u 9 jedinica lokalne samouprave dok je to pravo u praksi moguće koristiti u jednoj i djelomično u još jednoj jedinici lokalne samouprave.

### Slovački
Vidi još: Središnja knjižnica Slovaka u Hrvatskoj
U suradnji sa Slovačkim kulturnim centrom u Našicama, Unija Slovaka u Hrvatskoj izdaje časopis Prameň na slovačkom jeziku. 2011. godine 536 učenika u Iloku, Osijeku, Soljanima, Josipovcu Punitovačkom, Markovcu Našičkom, Jelisavcu, Miljevcima, Zdencu, Lipovljanima i Međuriću dvaput tjedno učilo je slovački jezik od prvog razreda osnovne škole.

### Rusinski
Vidi još: Središnja knjižnica Rusina i Ukrajinaca u Hrvatskoj
Rusinski dijalekt u Vojvodini i Hrvatskoj standardiziran je već u prvoj polovici 20. stoljeća, a od 1920-ih objavljuju se i rusinske publikacije. Bio je to ujedno i jedan od prvih pokušaja standardizacije rusinskog jezika uopće. Dok u Ukrajini rusinska zajednica nije priznata kao zaseban narod, manjinski status i jezična prava izvan Vojvodine i Hrvatske priznati su i počeli su se razvijati tek u razdoblju poslije Hladnog rata. Kako na području bivše Jugoslavije suprotno od drugih istočno i srednjoevropskih država nije bilo pritisaka da se Rusini asimiliraju u ukrajinsku zajednicu, ova je zajednica zadržala etnički identitet koji su ponijeli prilikom emigracije iz današnje Slovačke. Rusini na području istočne Slavonije kulturno i jezično ne razlikuju se od znatno brojnije i aktivnije zajednice Rusina u Vojvodini, te su znatnim dijelom obitelji koje su se preselile iz Ruskog Krstura. Rusinski jezik na ovom području razlikuje se od govora drugih rusinskih zajednica, a obilježava ga i znatan broj posuđenica iz hrvatskog i srpskog jezika. Korištenje rusinskog jezika izvan Petrovaca i Mikluševaca, među manjim i asimiliranim zajednicama u Gunji, Rajevom Selu, Piškorevcima i u gradovima počelo je opadati nakon Drugoga svjetskog rata, a proces se dodatno ubrzao nakon posljednjeg rata.

### Njemački
Vidi još: Austrijska čitaonica, Središnja knjižnica Austrijanaca u Hrvatskoj i Germanizam
Njemački jezik u suvremenoj Hrvatskoj prvenstveno je prvi ili drugi strani jezik, a priznat je i kao manjinski jezik Nijemaca i Austrijanaca u Hrvatskoj. Njemačka zajednica – Zemaljska udruga Podunavskih Švaba kao najveća udruga manjine zalaže se za emancipaciju uporabe njemačkog jezika u istočnoj Hrvatskoj kao povijesne tradicije Slavonije, a posebno grada Osijeka.

### Jidiš i hebrejski
U Zagrebu djeluje knjižnica Židovske općine Zagreb koja nema status jedne od središnjih manjinskih knjižnica u Republici Hrvatskoj. Uz knjižnicu u Zagrebu nalazi se i privatna Osnovna škola Hugo Kon osnovana 2003. godine. Festival tolerancije-Židovski filmski festival 2007. godine osnovao je Branko Lustig s ciljem očuvanja sjećanja na Holokaust i promidžbe tolerancije.

### Ukrajinski
Vidi još: Središnja knjižnica Rusina i Ukrajinaca u Hrvatskoj
Ukrajinska zajednica u Hrvatskoj objavljuje sljedeće publikacije na ukrajinskom jeziku - časopise Vjesnik, Naša Gazeta, Nova Dumka, dječji časopis Vjenčić i almanah Misli s Dunava. Od 2001. godine na Filozofskom fakultetu Sveučilišta u Zagrebu djeluje katedra za ukrajinski jezik i književnost.

### Romski
Vidi još: Središnja knjižnica Roma u Hrvatskoj
Središnja knjižnica Roma u Hrvatskoj, otvorena 8. lipnja 2020. godine, jedina je romska knjižnica u Europi. Hrvatski sabor formalno je priznao Dan romskog jezika 25. svibnja 2012. godine. Zastupnik romske nacionalne manjine Veljko Kajtazi istakao je namjeru da se u razdoblju svog mandata zalaže za formalno priznanje romskog jezika kao jednoga od priznatih manjinskih jezika u Hrvatskoj.

### Ostali jezici
Istrorumunjski jezik Ćiribiraca govori se u nekoliko sela u Istri.

## Općine s manjinskim jezicima u službenoj uporabi
Izvor:
| Općina            | Naziv na manjinskom jeziku | Jezik      | Naselja                                                                                     | Osnova uvođenja       | Populacija (2011.) | Udio u ukupnoj populaciji | Županija               |
| ----------------- | -------------------------- | ---------- | ------------------------------------------------------------------------------------------- | --------------------- | ------------------ | ------------------------- | ---------------------- |
| Končanica         | Končenice                  | Češki      | sva naselja                                                                                 | Ustavni zakon         | 2360               | 47,03 %                   | Bjelovarsko-bilogorska |
| Daruvar           | Daruvar                    | Češki      | Ljudevit Selo, Daruvar, Donji Daruvar, Gornji Daruvar i Doljani                             | lokalni statut        | 11.633             | 21,36 %                   | Bjelovarsko-bilogorska |
| Kneževi Vinogradi | Hercegszöllős              | Mađarski   | sva naselja                                                                                 | Ustavni zakon         | 4614               | 38,66 %                   | Osječko-baranjska      |
| Bilje             | Bellye                     | Mađarski   | sva naselja                                                                                 | lokalni statut        | 5642               | 29,62 %                   | Osječko-baranjska      |
| Ernestinovo       | Ernestinovo                | Mađarski   | Laslovo                                                                                     | lokalni statut        | 2225 (2001.)       | 22 % (2001.)              | Osječko-baranjska      |
| Petlovac          | Baranyaszentistván         | Mađarski   | Novi Bezdan                                                                                 | lokalni statut        | 2405               | 13,72 %                   | Osječko-baranjska      |
| Tompojevci        | Tompojevci                 | Mađarski   | Čakovci                                                                                     | lokalni statut        | 1561               | 9,01 %                    | Vukovarsko-srijemska   |
| Tordinci          | Valkótard                  | Mađarski   | Korog                                                                                       | lokalni statut        | 2251 (2001.)       | 18 % (2001.)              | Vukovarsko-srijemska   |
| Punitovci         | Punitovci                  | Slovački   | sva naselja                                                                                 | Ustavni zakon         | 1850 (2001.)       | 36,94 %                   | Osječko-baranjska      |
| Našice            |                            | Slovački   | Jelisavac                                                                                   | lokalni statut        | 16.224             | 5,57 % (2001.)            | Osječko-baranjska      |
| Vrbovsko          | Врбовско                   | Srpski     | sva naselja                                                                                 | Ustavni zakon         | 5076               | 35,22 %                   | Primorsko-goranska     |
| Vukovar           | Вуковар                    | Srpski     | sva naselja                                                                                 | Ustavni zakon         | 27.683             | 34,87 %                   | Vukovarsko-srijemska   |
| Biskupija         | Бискупија                  | Srpski     | sva naselja                                                                                 | Ustavni zakon         | 1699 (2001.)       | 85,46 %                   | Šibensko-kninska       |
| Borovo            | Борово                     | Srpski     | sva naselja                                                                                 | Ustavni zakon         | 5056               | 89,73 %                   | Vukovarsko-srijemska   |
| Civljane          | Цивљане                    | Srpski     | sva naselja                                                                                 | Ustavni zakon         | 239                | 78,66 %                   | Šibensko-kninska       |
| Donji Kukuruzari  | Доњи Кукурузари            | Srpski     | sva naselja                                                                                 | Ustavni zakon         | 1634               | 34,82 %                   | Sisačko-moslavačka     |
| Dvor              | Двор                       | Srpski     | sva naselja                                                                                 | Ustavni zakon         | 6233               | 71,90 %                   | Sisačko-moslavačka     |
| Erdut             | Ердут                      | Srpski     | sva naselja                                                                                 | Ustavni zakon         | 7308               | 54,56 %                   | Osječko-baranjska      |
| Ervenik           | Ервеник                    | Srpski     | sva naselja                                                                                 | Ustavni zakon         | 1105               | 97,19 %                   | Šibensko-kninska       |
| Gračac            | Грачац                     | Srpski     | sva naselja                                                                                 | Ustavni zakon         | 4690               | 45,16 %                   | Zadarska               |
| Gvozd             | Гвозд ili Вргинмост        | Srpski     | sva naselja                                                                                 | Ustavni zakon         | 2970               | 66,53 %                   | Sisačko-moslavačka     |
| Jagodnjak         | Јагодњак                   | Srpski     | sva naselja                                                                                 | Ustavni zakon         | 2040               | 65,89 %                   | Osječko-baranjska      |
| Kistanje          | Кистање                    | Srpski     | sva naselja                                                                                 | Ustavni zakon         | 3481               | 62,22 %                   | Šibensko-kninska       |
| Krnjak            | Крњак                      | Srpski     | sva naselja                                                                                 | Ustavni zakon         | 1985               | 68,61 %                   | Karlovačka             |
| Markušica         | Маркушица                  | Srpski     | sva naselja                                                                                 | Ustavni zakon         | 2576               | 90,10 %                   | Vukovarsko-srijemska   |
| Negoslavci        | Негославци                 | Srpski     | sva naselja                                                                                 | Ustavni zakon         | 1463               | 96,86 %                   | Vukovarsko-srijemska   |
| Plaški            | Плашки                     | Srpski     | sva naselja                                                                                 | Ustavni zakon         | 2292 (2001.)       | 45,55 %                   | Karlovačka             |
| Šodolovci         | Шодоловци                  | Srpski     | sva naselja                                                                                 | Ustavni zakon         | 1653               | 82,58 %                   | Osječko-baranjska      |
| Trpinja           | Трпиња                     | Srpski     | sva naselja osim Ćelije                                                                     | Ustavni zakon         | 5572               | 89,75 %                   | Vukovarsko-srijemska   |
| Udbina            | Удбина                     | Srpski     | sva naselja                                                                                 | Ustavni zakon         | 1874               | 51,12 %                   | Ličko-senjska          |
| Vojnić            | Војнић                     | Srpski     | sva naselja                                                                                 | Ustavni zakon         | 4764               | 44,71 %                   | Karlovačka             |
| Vrhovine          | Врховине                   | Srpski     | sva naselja                                                                                 | Ustavni zakon         | 1381               | 80,23 %                   | Ličko-senjska          |
| Donji Lapac       | Доњи Лапац                 | Srpski     | sva naselja                                                                                 | Ustavni zakon         | 2113               | 80,64 %                   | Ličko-senjska          |
| Kneževi Vinogradi | Кнежеви Виногради          | Srpski     | sva naselja                                                                                 | lokalni statut        | 4614               | 18,43 %                   | Osječko-baranjska      |
| Nijemci           | Нијемци                    | Srpski     | Banovci i Vinkovački Banovci                                                                | lokalni statut        | 4705               | 10,95 %                   | Vukovarsko-srijemska   |
| Grožnjan          | Grisignana                 | Talijanski | sva naselja                                                                                 | Ustavni zakon         | 785 (2001.)        | 39,40 %                   | Istarska               |
| Brtonigla         | Verteneglio                | Talijanski | sva naselja                                                                                 | Ustavni zakon (2001.) | 1873 (2001.)       | 37,37 % (2001.)           | Istarska               |
| Buje              | Buie                       | Talijanski | sva naselja                                                                                 | lokalni statut        | 5127               |                           | Istarska               |
| Cres              | Cherso                     | Talijanski | sva naselja                                                                                 | lokalni statut        | 2959 (2001.)       |                           | Primorsko-goranska     |
| Novigrad          | Cittanova                  | Talijanski | sva naselja                                                                                 | lokalni statut        | 4345               | 10,20 %                   | Istarska               |
| Poreč             | Parenzo                    | Talijanski | sva naselja                                                                                 | lokalni statut        | 16.696             | 3,2 %                     | Istarska               |
| Pula              | Pola                       | Talijanski | sva naselja                                                                                 | lokalni statut        | 57.460             | 4,43 %                    | Istarska               |
| Rijeka            | Fiume                      | Talijanski | sva naselja                                                                                 | lokalni statut        | 128.624            | 1,90 %                    | Primorsko-goranska     |
| Rovinj            | Rovigno                    | Talijanski | sva naselja                                                                                 | lokalni statut        | 14.294             | 11,5 % (2001.)            | Istarska               |
| Umag              | Umago                      | Talijanski | sva naselja                                                                                 | lokalni statut        | 13.467 (2001.)     | 18,3 % (2001.)            | Istarska               |
| Vodnjan           | Dignano                    | Talijanski | sva naselja                                                                                 | lokalni statut        | 6119               | 16,62 %                   | Istarska               |
| Bale              | Valle d'Istria             | Talijanski | sva naselja                                                                                 | lokalni statut        | 1127               | 36,61 % (1991.)           | Istarska               |
| Fažana            | Fasana                     | Talijanski | sva naselja                                                                                 | lokalni statut        | 3635               | 4,82 % (1991.)            | Istarska               |
| Funtana           | Fontane                    | Talijanski | sva naselja                                                                                 | lokalni statut        | 831 (2001.)        | 3,12 % (1991.)            | Istarska               |
| Kaštelir-Labinci  | Castellier-Santa Domenica  | Talijanski | sva naselja                                                                                 | lokalni statut        | 1334 (2001.)       |                           | Istarska               |
| Ližnjan           | Lisignano                  | Talijanski | Šišan                                                                                       | lokalni statut        | 3965               |                           | Istarska               |
| Motovun           | Montona                    | Talijanski | sva naselja                                                                                 | lokalni statut        | 983 (2001.)        | 9,87 % (2001.)            | Istarska               |
| Oprtalj           | Portole                    | Talijanski | sva naselja                                                                                 | lokalni statut        | 850                |                           | Istarska               |
| Tar-Vabriga       | Torre-Abrega               | Talijanski | sva naselja                                                                                 | lokalni statut        | 1506 (2001.)       |                           | Istarska               |
| Višnjan           | Visignano                  | Talijanski | Višnjan, Markovac, Deklevi, Benčani, Štuti, Bucalovići, Legovići, Strpačići, Barat i Farini | lokalni statut        | 2187 (2001.)       | 9,1 % (2001.)             | Istarska               |
| Vrsar             | Orsera                     | Talijanski | sva naselja                                                                                 | lokalni statut        | 2703 (2001.)       | 5,66 % (1991.)            | Istarska               |
| Bogdanovci        | Богдановци                 | Rusinski   | Petrovci                                                                                    | lokalni statut        | 1960               | 22,65 %                   | Vukovarsko-srijemska   |
| Tompojevci        | Томпојевци                 | Rusinski   | Mikluševci                                                                                  | lokalni statut        | 1561               | 17,38 %                   | Vukovarsko-srijemska   |

## Povijest
U prosincu 1991. godine Hrvatski sabor usvojio je Ustavni zakon o ljudskim pravima i slobodama i pravima etničkih i nacionalnih zajednica ili manjina koji je prethodio današnjem Ustavnom zakonu o pravima nacionalnih manjina iz 2002. godine. Ustavni zakon iz 1991. godine je usvojen kao preduvjet koji je međunarodna zajednica postavila za međunarodno priznanje nezavisnosti Hrvatske.
Europska povelja o regionalnim i manjinskim jezicima stupila je na snagu u Hrvatskoj 1997. godine.
Lisabonski ugovor uveo je u primarno zakonodavstvo Europske unije pojam „pripadnika manjina”, što je prva izričita upotreba tog izraza u povijesti prava EU-a. Potaknut činjenicom da 8 % građana EU pripada nacionalnim manjinama, a 10 % govori manjinske jezike, Europski parlament je 13. studenog 2018. godine usvojio Rezoluciju o minimalnim standardima za manjine u EU-u koja se odnosi na sve zemlje članice uključujući i Hrvatsku. U dijelu koji se odnosi na manjinske jezike rezolucija poziva Europsku komisiju, države članice i njihove općine da promiču uporabu manjinskih jezika (uključujući i među građanima koji nisu pripadnici manjine), uvedu administrativne mjere protiv članica koje ugrožavaju opstanak jezika unutar svojih granica, promiču vizualnu prisutnost regionalnih i manjinskih jezika na cestovnim znakovima, administraciji i kulturi i uklone administrativne i financijske prepreke.

## Vanjske poveznice

### Stručni članci
- Kordić, Ljubica. (2012). Manjinski jezici i jezična politika u ruralnom području Baranje (Hrvatska) – analiza slučaja. Jezikoslovlje. Vol. 13 No. 2. str. 533-563.
- Bajičić, Martina & Martinović, Adrijana. (2017). Građanstvo Europske unije, sloboda kretanja i pravo na uporabu manjinskog jezika u sudskom postupku. Zbornik Pravnog fakulteta u Zagrebu. Vol. 67 No. 1. str. 107-129.
- Ghilardi, Marta. (2019). Stvaranje usporedivih govornih podataka za manjinske jezike: prvi rezultati iz korpusa Kontatti. Suvremena lingvistika. Vol. 45 No. 88. str. 231-246.

### Mediji
- Koliko se u hrvatskim školama uče manjinski jezici? Kurikulum za romski donijet tek ove godine
- Promovirana knjiga “Mađarski jezik u Hrvatskoj”
- (Dvo)jezičnost
- Zašto srpski jezik i ćirilica nisu ravnopravni u Hrvatskoj?
- Srpski učenici najbolji u hrvatskom jeziku: 'Nismo se pripremali, a nešto smo i pogađali  Arhivirana inačica izvorne stranice od 3. ožujka 2021. (Wayback Machine)
- Pravo na dvojezičnost: Od primjene do negiranja
- Prva srednja škola u Hrvatskoj u kojoj će se učiti slovački jezik
- Prva smo generacija židovske škole
- Sve više Rusina u školi uči svoj jezik i kulturu
- Vijeće Europe: Hrvatska bi trebala bolje promicati jezike manjina

### Organizacije i institucije
- Društvo za srpski jezik i književnost u Hrvatskoj
- Katedra za srpsku i crnogorsku književnost: Filozofski fakultet Sveučilišta u Zagrebu
- Katedra za hungarologiju: Filozofski fakultet Sveučilišta u Zagrebu
- Katedra za mađarski jezik i književnost: Filozofski fakultet Sveučilišta Josipa Jurja Strossmayera u Osijeku  Arhivirana inačica izvorne stranice od 3. ožujka 2019. (Wayback Machine)
- Odsjek za talijanistiku: Sveučilište Jurja Dobrile u Puli
- Odsjek za talijanistiku: Sveučilište u Rijeci  Arhivirana inačica izvorne stranice od 19. rujna 2020. (Wayback Machine)
- Talijanski jezik i književnost: Sveučilište u Splitu  Arhivirana inačica izvorne stranice od 20. listopada 2020. (Wayback Machine)